# Всесоюзный слёт мастеров 1935
Чемпионат СССР по лёгкой атлетике 1935 года прошёл 11-12 сентября в Москве на стадионе «Динамо».

## Медалисты

### Мужчины
| Вид             | 1 место                      | Результат | 2 место                 | Результат | 3 место                       | Результат |
| --------------- | ---------------------------- | --------- | ----------------------- | --------- | ----------------------------- | --------- |
| Бег на 100 м    | И. Козлов (Ленинград)        | 10,9      | Пётр Головкин (Москва)  | 11,1      | М. Грибашов (Киев)            | 11,3      |
| Бег на 200 м    | Роберт Люлько (Москва)       | 22,0      | И. Козлов (Ленинград)   | 22,1      | М. Бундин (Горький)           | 23,5      |
| Бег на 800 м    | Николай Денисов (Москва)     | 1.56,4    | Б. Цельев (Москва)      | 1.57,3    | В. Горошин (Москва)           | 2.01,7    |
| Бег на 5000 м   | Моисей Иванькович (Смоленск) | 15.32,0   | Г. Ермолаев (Москва)    | 15.41,6   | В. Белецкий (Москва)          | 15.42,1   |
| Марафон         | Н. Бабарыкин (Москва)        | 2:48.23,0 | М. Иванов (Ленинград)   | 2:50.16,0 | И. Юмин (Ленинград)           | 2:51.22,0 |
| Прыжок в высоту | Эдмунд Рохлин (Ленинград)    | 1,85      | Д. Рутер (Харьков)      | 1,85      | А. Худяков (Владивосток)      | 1,85      |
| Прыжок с шестом | Гавриил Раевский (Харьков)   | 4,00      | Николай Озолин (Москва) | 3,90      | Владимир Дьячков (Москва)     | 3,90      |
| Толкание ядра   | Сергей Ляхов (Ашхабад)       | 14,64     | О. Вельч (Москва)       | 14,25     | Леонид Митропольский (Москва) | 14,225    |
| Метание диска   | Сергей Ляхов (Ашхабад)       | 43,73     | Александр Канаки (Киев) | 43,34     | Н. Кутьев (Ленинград)         | 42,75     |
| Метание копья   | Иван Сергеев (Москва)        | 58,22     | Я. Томм (Москва)        | 51,82     | Александр Дёмин (Москва)      | 51,42     |
| Десятиборье     | Александр Дёмин (Москва)     | 6508      | А. Степанов (Ленинград) | 4746      | Е. Россиус (Ленинград)        | 4728      |

### Женщины
| Вид           | 1 место                 | Результат | 2 место                  | Результат | 3 место               | Результат |
| ------------- | ----------------------- | --------- | ------------------------ | --------- | --------------------- | --------- |
| Бег на 100 м  | Мария Шаманова (Москва) | 12,5      | Л. Елисеева (Ленинград)  | 12,9      | А. Червецова (Москва) | 13,0      |
| Бег на 400 м  | Т. Быкова (Москва)      | 59,5      | В. Васильева (Ленинград) | 1.01,3    | А. Маркина (Москва)   | 1.02,0    |
| Метание диска | Зинаида Борисова (Киев) | 37,02     |                          |           |                       |           |